# Minerva

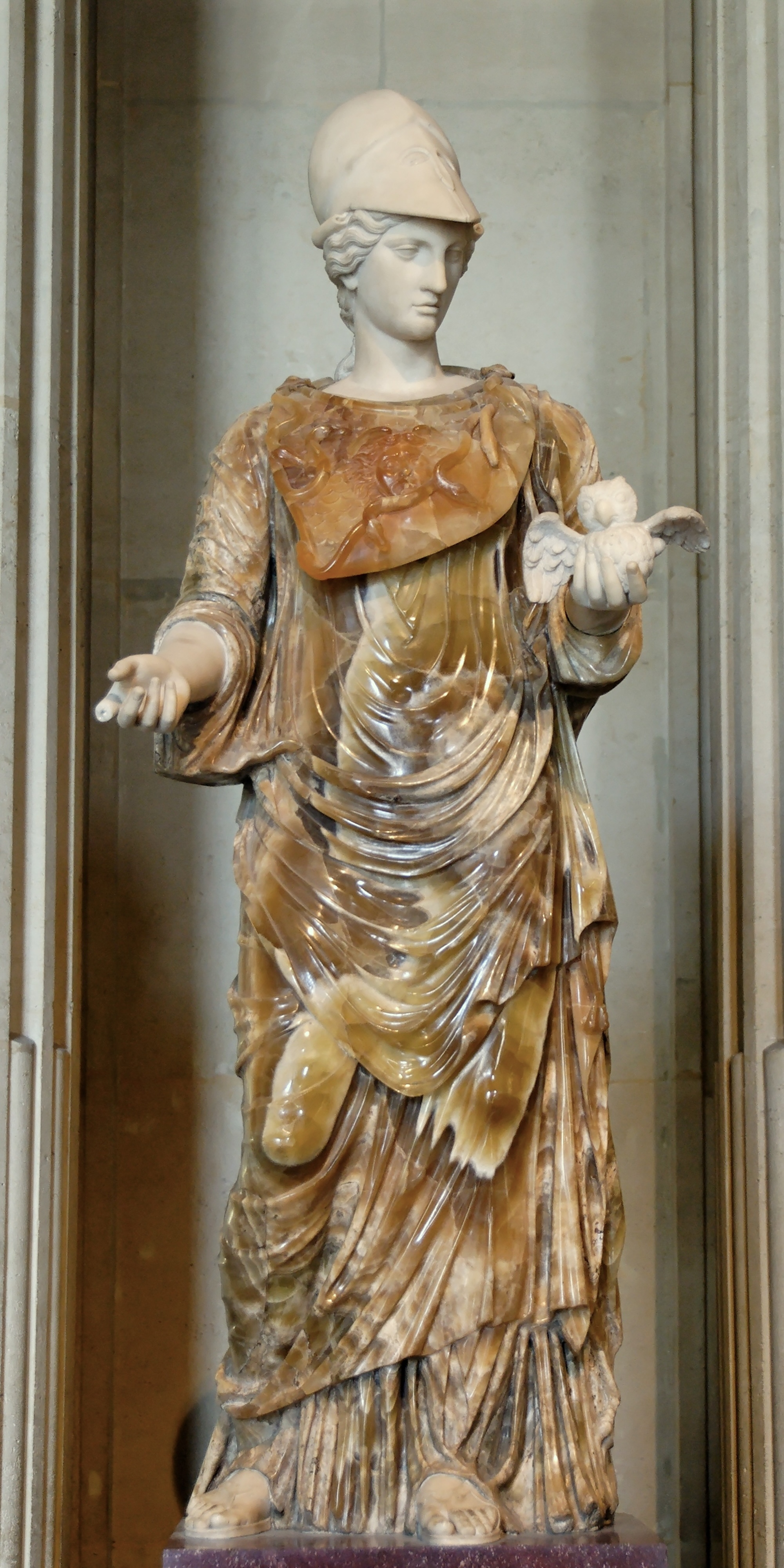
Minerva con casco sosteniendo un pequeño búho. Mármol y ónice dorado, siglo II d. C. y restauraciones del siglo XVIII. El cuerpo de ónice es una copia del tipo de Hera Borghese; la estatua fue restaurada como Minerva mediante la adición de una cabeza y brazos de mármol.

En la mitología romana, Minerva (en latín: Minerva; en italiano: Minerva; en griego: Μινέρβα) es la diosa de la inteligencia («ingenios»).  La estrecha vinculación con la diosa griega Atenea, en las artes y en la mitología, hizo a Minerva una diosa de la sabiduría, la guerra y la tejeduría.  No parece pertenecer a las antiquísimas deidades del panteón latino. La encontramos por primera vez en Etruria y fue introducida en la «tríada capitolina», junto a Júpiter y Juno. Fue introducida en Roma por Numa.  Es una de los dioses Consentes  y uno de los dioses elegidos (di selecti) de Varrón.  Este también dice que Minerva tiene un origen sabino  y que es una diosa importante para los agricultores pues es la protectora de los olivares.
Al tratarse de una interpretatio graeca de Atenea, Minerva era una diosa virgen de la guerra. Minerva «promueve guerras encarnizadas»  y «fue pionera e inventora de la guerra».  También es una diosa de la sabiduría. No obstante, a diferencia de Atenea, Minerva preside toda actividad intelectual, principalmente la escolar.  En este sentido estaba asociada con la música, la poesía, la medicina, el comercio, el tejido y la artesanía.  Se dice que había inventado los números.  Como Minerva Médica era la diosa de la medicina y los médicos.  Como patrona de la educación está asociada con el numen Mente (Mens).
Minerva no interviene en ninguna leyenda de la mitología romana. La única mención dice que Nerio, la esposa de Marte, a veces se la identificaba con Minerva, especialmente en su identificación como Palas Atenea.  También se dice que Marte estaba enamorado de Minerva y Anna Perenna se hizo pasar por Minerva para engañarlo.

## Títulos y roles
El nombre «Minerva» probablemente fuera importado de los etruscos, que la llamaban Menrva. Los romanos habrían confundido fácilmente su nombre extranjero con la palabra latina mens, ‘mente’, dado que uno de sus aspectos como diosa correspondía no solo a la guerra, sino también al intelecto.
Minerva, la diosa de la sabiduría, fue la descubridora de muchos talentos. Se la llama Atenea en griego, pero Minerva entre los romanos, como si dijera munus artium variarum, «don de varias habilidades». Además se dice que nació de la cabeza de Júpiter, ya que el entendimiento del sabio que descubre todas las cosas está en la cabeza. También se la llama Tritonia, ya que apareció como doncella alrededor del lago Tritón. La misma diosa es llamada Palas, ya sea por la isla de Palene donde fue criada, o de apo tou pallein, es decir, «del ataque de una lanza», o porque mató al gigante Palas.

## Mitología

### En Cicerón
Minerva era hija de Júpiter y nació de la cabeza de este, sin intervención femenina.  Según Cicerón, en su De natura deorum, existieron hasta cinco diosas Minerva. La primera Minerva es la madre de Apolo en unión con Vulcano. La segunda Minerva es hija de Nilo, y es a la que los egipcios rinden culto en Sais. Cicerón se refiere implícitamente a la diosa Neit. La tercera Minerva es aquella cuyo padre fue Júpiter, a su vez hijo de Cielo (Caelus). La cuarta Minerva nació de Júpiter y de Córife, la hija de Océano; es a la que los arcadios denominan Koría, y la que, según cuentan, fue inventora de la cuadriga. La quinta Minerva es la hija de Palante, la que se dice que dio muerte a su padre —mientras éste intentaba quebrantar su virginidad— y a la que se le asignan unas alas talares.  La consorte de Palante y madre de Minerva fue Titanis, una hija de Océano.  Dice Isidoro de Sevilla que las Musas nacieron de la unión entre Júpiter y Minerva.  Otros cuentan tres hijos habidos por Minerva y Vulcano: Apolo, Erictonio y el feo Broteo.

### En Higino
Minerva fue la constructora de la nave Argo y la puso entre las estrellas como Argo Navis. Dédalo había recibido su habilidad con la artesanía de Minerva. Epeo, por inspiración de Minerva, construyó un caballo de madera de proporciones extraordinarias.  Cuando sucedió la competición entre Neptuno y Minerva acerca de quién debería ser el fundador de un pueblo en el Ática, tomaron a Júpiter como juez. Minerva fue la primera en plantar el olivo en esa tierra, y se dice que ahí ha permanecido hasta nuestros días. El juicio fue favorable a ella.
Después de que Juno vio que Épafo, el hijo de una concubina, tenía un poder tan grande, se ocupó de que muriese en una cacería, y exhortó a los titanes para que destronaran a Júpiter y delvolvieran el poder a Saturno. Cuando ellos intentaron subir al cielo, Júpiter, con la ayuda de Minerva, Apolo  y Diana, los arrojaron al Tártaro.  Durante la Gigantomaquia se dice que un dragón fue arrojado contra Minerva por los gigantes, cuando estaba luchando contra ellos. Minerva, sin embargo, atrapó su forma retorcida y lo lanzó a las estrellas, y lo fijó en el mismo polo del cielo (Draco).  Los literatos latinos nos dicen que también se llamaba Palante el gigante padre de la propia Minerva, y que este intentó violar a su hija.
Se dice que Minerva fue la primera que elaboró una flauta hecha de huesos de ciervo y con ella celebró un banquete con los dioses. Juno y Venus se burlaron de ella porque era ojizarca e inflaba los carrillos. Le pareció fea y objeto de burla mientras tocaba; entonces ella acudió a una fuente en el bosque del Ida. Y allí, al tañerla, se contempló en el agua y comprendió que se habían burlado con razón. Debido a esto arrojó la flauta lejos y la maldijo, pues cualquiera que la tocare sería castigado severamente.

### En Ovidio
En la versión romana de la historia la Medusa de abolengo divino es reinventada bajo la figura novelesca de una hermosa doncella, sacerdotisa de Minerva que fue violada por Neptuno, siendo su aspecto monstruoso un castigo de la diosa. Era una joven resplandeciente de belleza, esperanza de muchos pretendientes llenos de recíprocos celos, pero en toda ella no hubo parte más admirable que sus cabellos. Se dice que el soberano del mar la violó en un templo de Minerva; la hija de Júpiter volvió la espalda y se cubrió la casta mirada con su égida. Y para que el hecho no quedara impune, cambió los cabellos en feas serpientes.
Cuando Mercurio vino a seducir a la virgen Herse, su hermana Aglauro se dejó llevar por su codicia para ayudarle. Minerva lo descubrió y se enfureció contra Aglauro: buscó la ayuda de la Envidia, que llenó el corazón de la muchacha con pensamientos negativos. Mercurio, viendo de Agraulo se interponía malintencionadamente, la convirtió en piedra.
En una ocasión se enfrentó a Aracne para comprobar cuál de las dos era más hábil tejiendo. Para demostrarlo, Minerva le propuso una labor: una tela magnífica. Cuando Minerva vio la superioridad de Aracne, fue víctima de tantos celos que decidió convertirla en una araña, en uno de los pocos episodios en los que Minerva sucumbe a los celos.  Esta escena fue representada por Velázquez en su lienzo Las hilanderas, actualmente en el Museo del Prado (Madrid).
Se dice que Nictímene, hija de Epopeo, rey de los lesbios, era una doncella bellísima. Su padre Epopeo, ardiendo en amor por ella, la forzó. Ella, herida en su pudor, se ocultó en el bosque. Minerva, compadeciéndose de ella, la transformó en lechuza que, por vergüenza, no sale a la luz del día, sino que se deja ver durante la noche.

## Culto

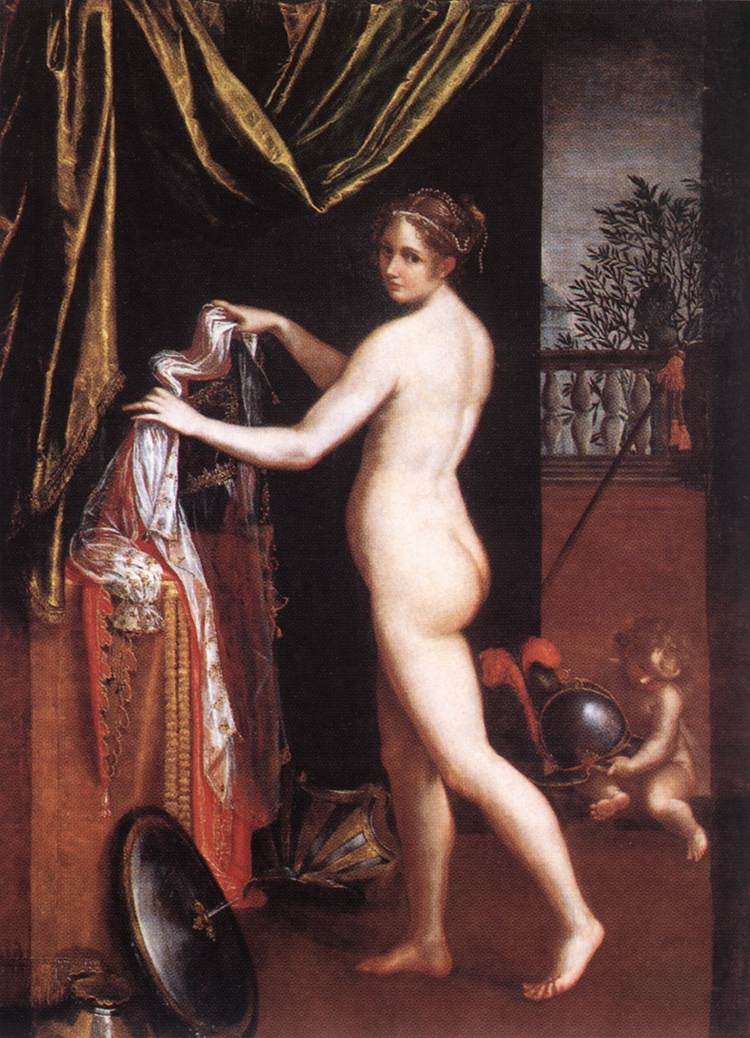
Minerva armándose, Lavinia Fontana (1613), Galería Borghese, Roma.

Ovidio llamaba a Minerva la «diosa de las mil obras». Fue adorada por toda Italia, aunque solo en Roma adoptó un carácter belicoso.
Los romanos celebraban sus fiestas del 19 al 23 de marzo, durante el día que se llamaba, en plural neutro, Quinquatria, es el quinto día tras los idus de marzo, el decimonoveno, la fiesta de los artesanos. Una versión menor, las Minusculae Quinquatrus, se celebraba en los idus de junio, 13 de junio, por los flautistas, que eran particularmente útiles para la religión. Minerva era adorada en el monte Capitolino como parte de la Tríada Capitolina, junto con Juno y Júpiter. En la Roma actual puede visitarse la Piazza della Minerva cerca del Panteón.
En 207 a. C. se constituyó un gremio de poetas y actores para reunirse y hacer ofrendas votivas en el templo de Minerva en el monte Aventino. Entre sus miembros se contaba Livio Andrónico. El santuario de Minerva en el Aventino siguió siendo un importante centro para las artes durante la mayor parte de la República romana media.
En la Vida de Pericles de Plutarco, Minerva se aparece a Pericles en un sueño y le ordena un tratamiento concreto para un ciudadano de Atenas herido. El tratamiento curó al hombre y se erigió una estatua de latón en honor de la diosa.
También recibió culto en numerosas ciudades de Hispania.

### Representaciones

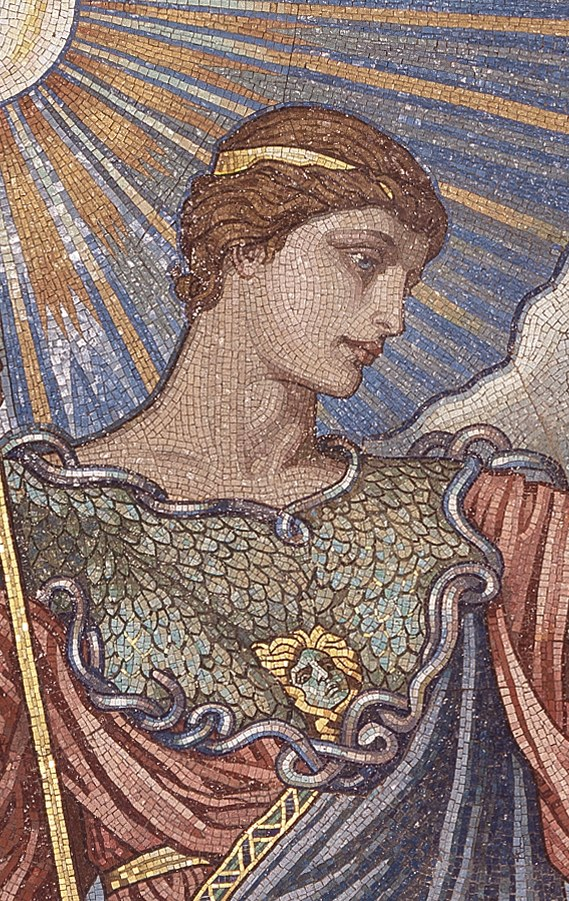
Minerva-Vedder-Highsmith-detail-1

En sus estatuas e imágenes se le da una belleza simple, descuidada, modesta, de expresión grave e impresionante nobleza, fuerza y majestuosidad. Suele llevar un casco en la cabeza, una pica en una mano, un escudo en la otra y la égida sobre el pecho. Generalmente aparece sentada, pero cuando está de pie tiene la actitud resuelta de una guerrera, de aire meditativo y la mirada fija en altas concepciones.

### Animales consagrados
Los animales consagrados a Minerva eran el mochuelo, la abeja y el dragón.. En ocasiones, en referencia a su astucia y la sutileza de su belleza, también se vinculaba con la serpiente, debido a la sagacidad que este animal representa.

### Templos
- Capitolio de Roma.